# Braud (Landmaschinenhersteller)
Braud war ein französischer Landmaschinenhersteller. Der Markennamen wird weiter verwendet bei Traubenvollerntern der CNH Industrial Gruppe (vormals CNH Global).
1898 zog der Firmengründer Alexandre Braud nach Saint-Mars-la-Jaille in der Region Pays de la Loire und betätigte sich dort als Landmaschinenmechaniker. Er startete 1908 mit der Produktion von Dreschmaschinen die von Dampfmaschinen angetrieben wurden. 1929 folgte ein Dreschmaschine in Metallausführung. In den folgenden Jahren kamen weitere Landmaschinen wie beispielsweise Ballenpressen mit ins Angebotssortiment. 1939 wurden 600 Dreschmaschinen verkauft. Nach dem Zweiten Weltkrieg wurden speziell auf den französischen Markt zugeschnittene Mähdrescher entwickelt. 1966 wurde in Angers ein neues Werk mit einer Produktionsfläche von 55.000 m² errichtet. Braud war einer der erfolgreichsten französischen Mähdrescher-Hersteller. 1975 startet Braud als eines der ersten europäischen Unternehmen die Produktion von Traubenvollerntern und wird bald Marktführer. Im Jahr 1984 erwarb die italienische Fiatagri-Gruppe 75 % der Anteile von Braud. Braud Traubenvollernter werden weiter unter dem Namen Braud vermarktet. Nach verschiedenen Übernahmen und Umstrukturierungen wird 1992 die gesamte Agrarsparte von Fiat zu New Holland umbenannt. Heute werden die Traubenvollernter unter dem Label New Holland Braud vermarktet.

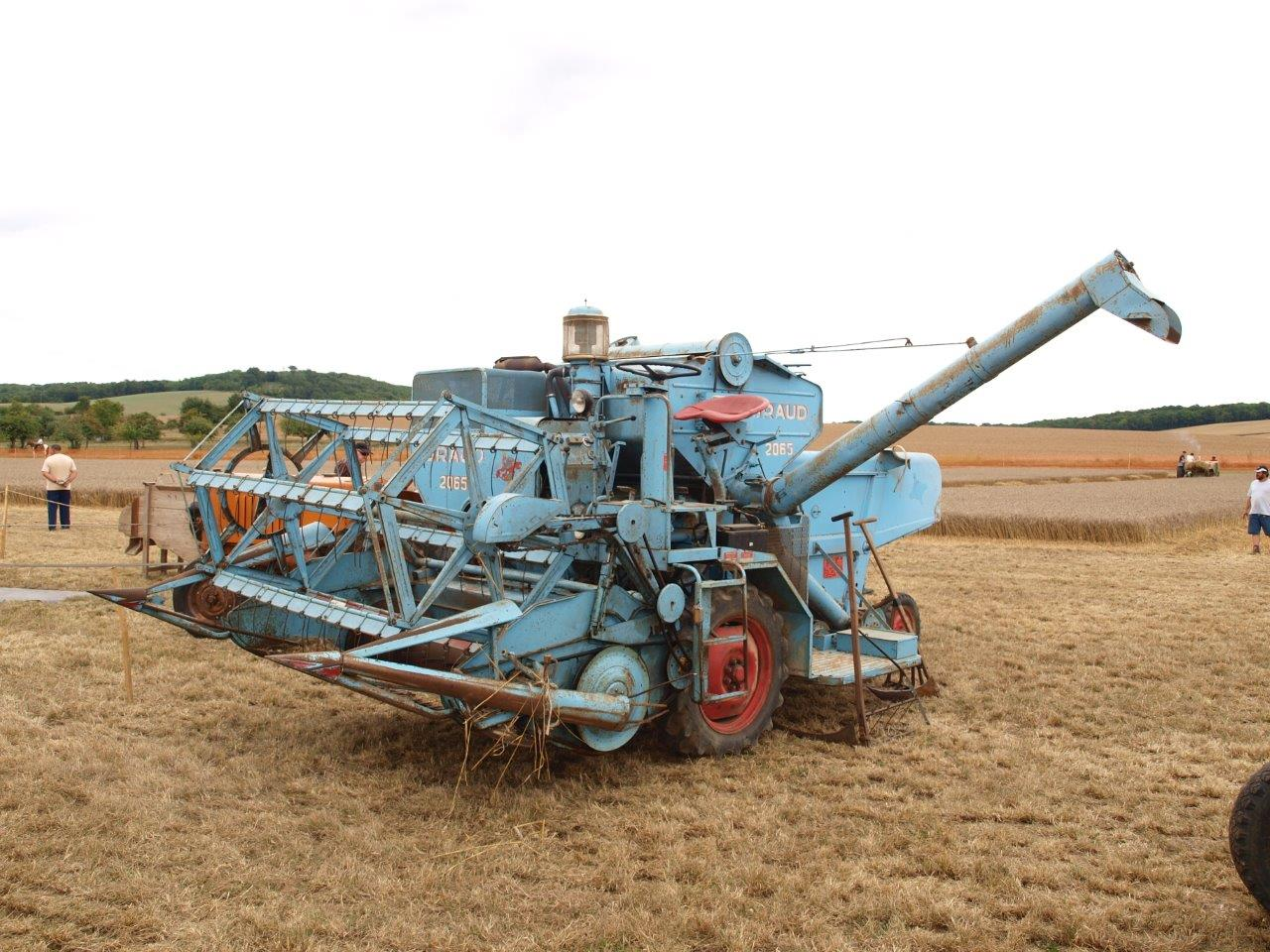
Mähdrescher
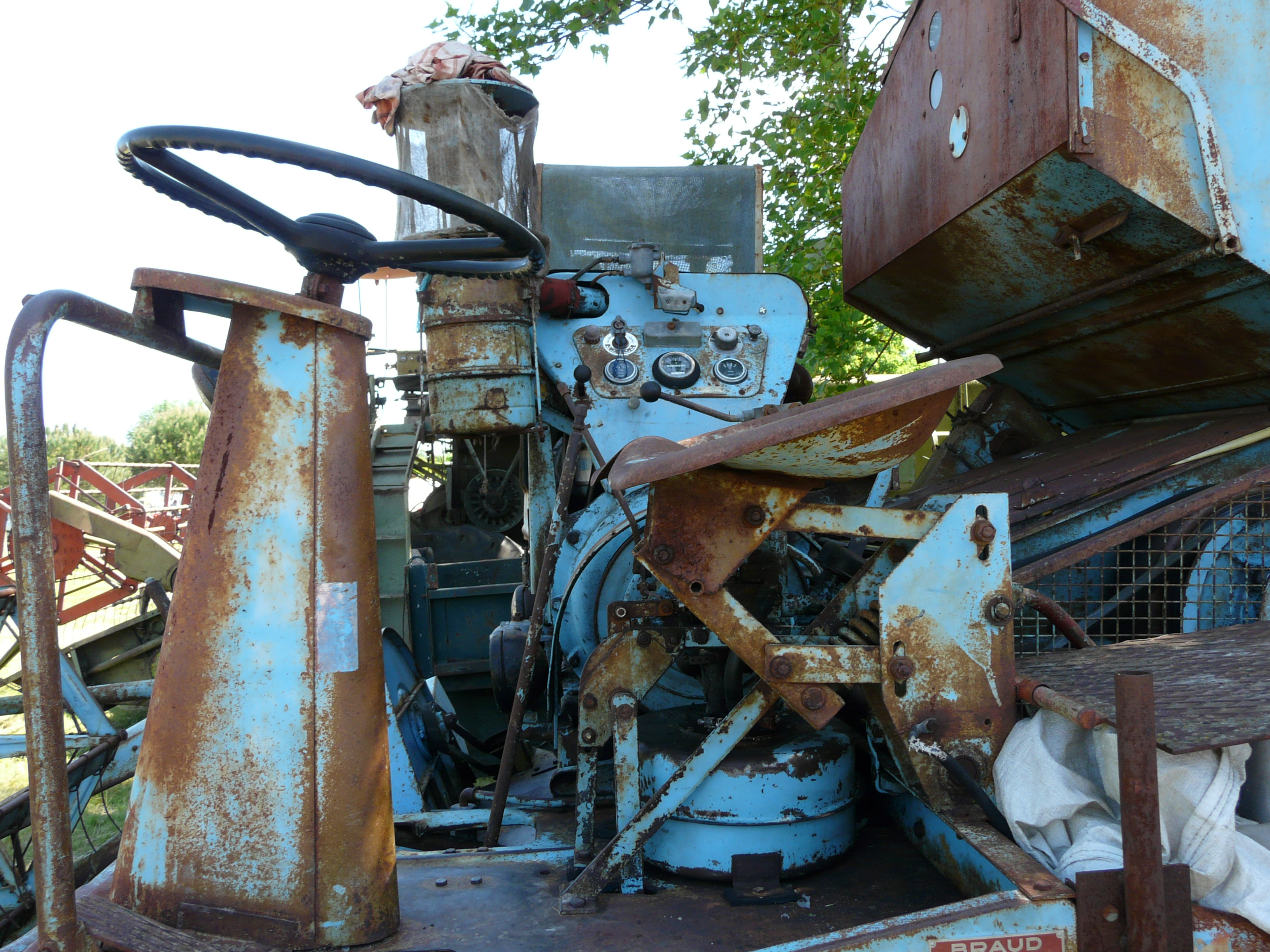
Fahrerstand, Motor und Bedienelemente eines Mähdreschers
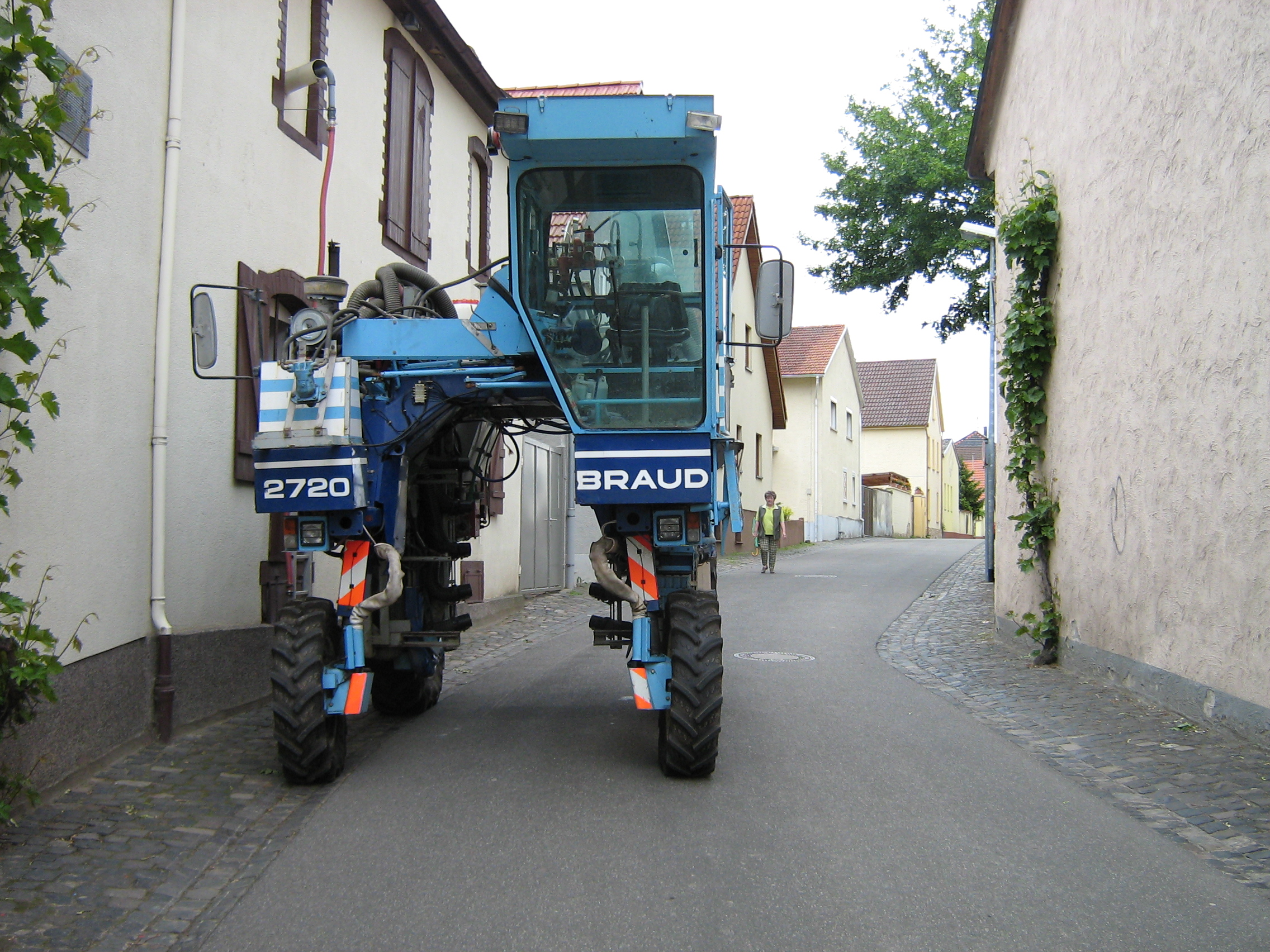
Traubenvollernter
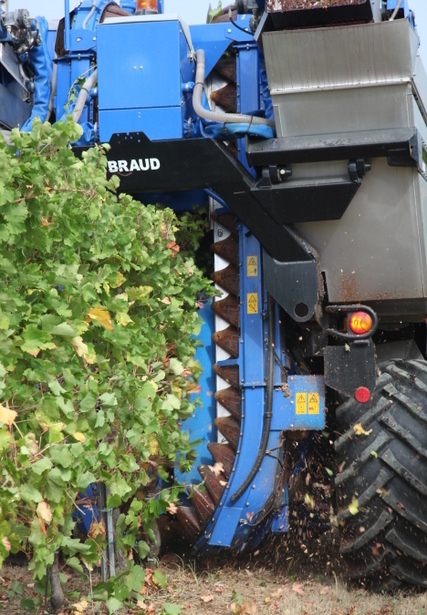
Traubenvollernter im Einsatz
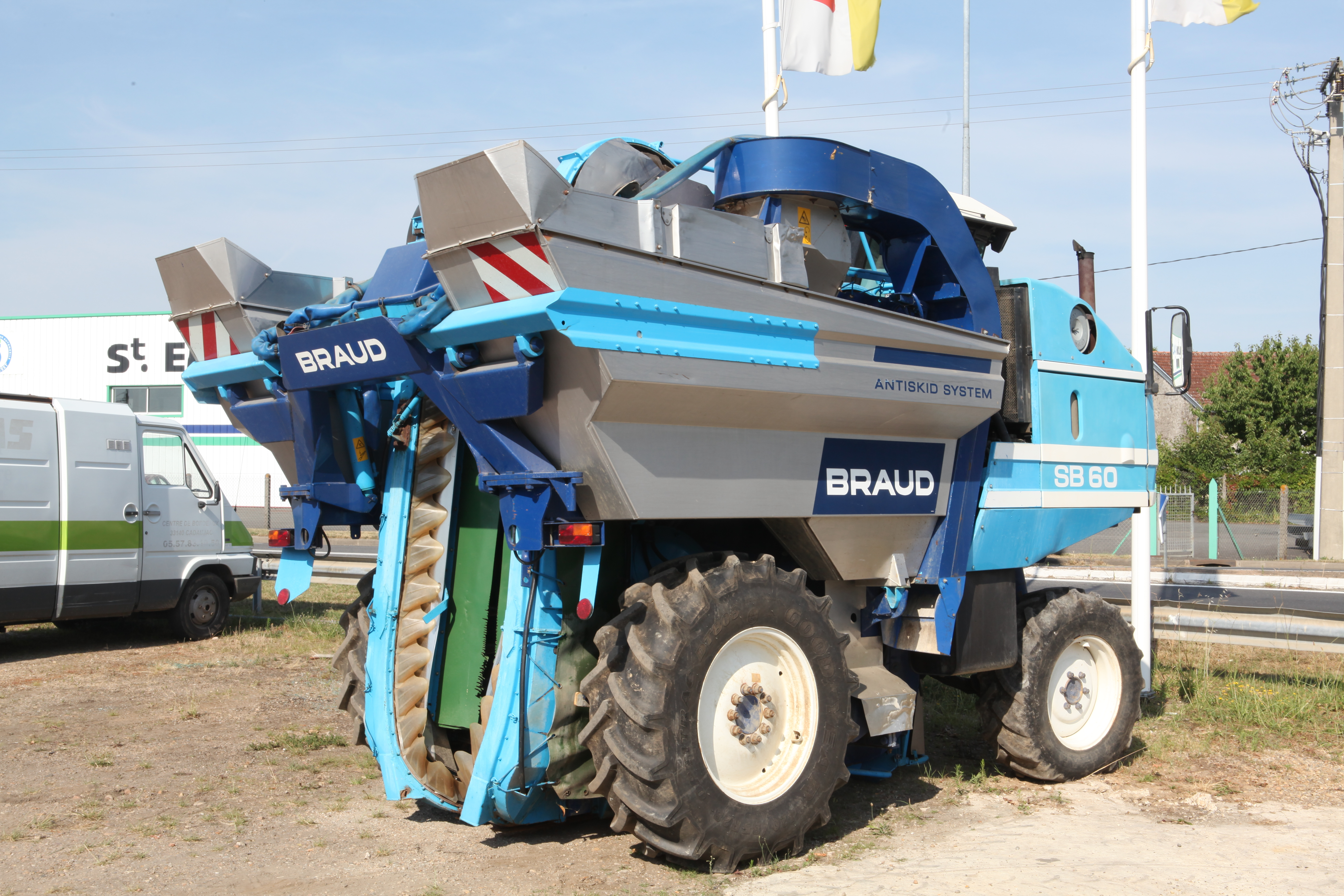
Neueres Modell eines Traubenvollernters